# S-Kobordismus-Satz
Der s-Kobordismus-Satz ist im mathematischen Teilgebiet der Kobordismustheorie ein wichtiges Resultat über die Trivialität von h-Kobordismen. Bewiesen wurde der s-Kobordismus-Satz unabhängig voneinander von Barry Mazur, John Stallings und Dennis Barden.

## s-Kobordismen
Ein {\displaystyle n+1}-dimensionaler Kobordismus {\displaystyle (W,M,N,i,j)} besteht aus einer {\displaystyle n+1}-dimensionalen topologischen bzw. stückweise linearen (PL) bzw. glatten Mannigfaltigkeit {\displaystyle W}, {\displaystyle n}-dimensionalen topologischen bzw. stückweise linearen (PL) bzw. glatten Mannigfaltigkeiten {\displaystyle M} und {\displaystyle N} sowie Einbettungen {\displaystyle i\colon M\hookrightarrow \partial W} und {\displaystyle j\colon N\hookrightarrow \partial W}, sodass:
{\displaystyle \partial W=i(M)\sqcup j(N).}

## s-Kobordismus-Satz
Ein h-Kobordismus {\displaystyle (W,M,N,i,j)} mit {\displaystyle \dim(W)\geq 6} und einer zusammenhängenden orientierbaren geschlossenen Mannigfaltigkeit {\displaystyle M} (mit {\displaystyle \dim(M)\geq 5}) ist genau dann trivial, also sodass ein orientierungserhaltender Diffeomorphismus {\displaystyle f\colon W\rightarrow M\times [0,1]} mit {\displaystyle f\circ i=(\operatorname {id} ,0)\colon M\hookrightarrow M\times [0,1]} existiert, wenn die Whitehead-Torsion {\displaystyle \tau (W,M)\in \operatorname {Wh} (\pi _{1}(M))} verschwindet. Für jede Whitehead-Torsionsklasse {\displaystyle x\in \operatorname {Wh} (\pi _{1}(M))} existiert allgemeiner ein h-Kobordismus mit {\displaystyle \tau (W,M)=x} und noch allgemeiner ist die Whitehead-Torsion eine Bijektion zwischen den Diffeomorphismusklassen von h-Kobordismen relativ {\displaystyle M} zur Whitehead-Gruppe {\displaystyle \operatorname {Wh} (\pi _{1}(M))}.
Die Whitehead-Gruppe der trivialen Gruppe ist selbst wieder trivial. Daher ist die Bedingung für die Trivialität der Whitehead-Torsion eines h-Kobordismus über einer zusätzlich einfach zusammenhängenden Mannigfaltigkeit immer erfüllt und dieser daher nach dem s-Kobordismus-Satz selbst trivial. Dadurch folgt direkt der h-Kobordismus-Satz und der s-Kobordismus-Satz kann als Verallgemeinerung verstanden werden, die möglichen h-Kobordismen auch für nichtverschwindende Fundamentalgruppe vollständig zu klassifizieren.